# Aeroportul Hiroshima-Nishi
Aeroportul Hiroshima-Nishi (IATA: HIW, ICAO: RJBH) este un aeroport din Hiroshima, Prefectura Hiroshima, Japonia ce deservește zona Hiroshima. A fost numit după zona deservită.
Situat la o altitudine de 3 m, aeroportul dispune de o singură pistă.